# Lucca Staiger
Lucca Staiger (Blaustein, 14 de junio de 1988) es un jugador alemán de baloncesto que pertenece a la plantilla del Hispano Inglés de Liga Insular tinerfeña. Mide 1,96 metros de altura y ocupa la posición de escolta. Es internacional absoluto con Alemania.

## Carrera

### Júnior
Empezó su carrera en el Team Ehingen Urspring de la ProA. Staiger fue uno de los mejores jugadores jóvenes en Alemania. Lideró a su equipo en el Campeonato de Alemania de Escuelas Secundarias de 2005 con un promedio de 24.2 puntos, 5.6 rebotes y 6.2 asistencias. Pasó su último año en Decatur Christian High School en Illinois, con un promedio de 13.3 puntos, 4.2 rebotes y 2.4 asistencias por partido en el camino para jugar el Illinois Premier Basketball High School All-Star Game. Como jugador de la escuela secundaria, también compitió con el equipo nacional alemán en el Campeonato de Europa Sub-18 de 2005 y en el Campeonato de Europa Sub-20 de 2006. Después se fue a Estados Unidos a intentar cumplir su sueño de jugar en la NBA.

### Universidad
Staiger fue declarado inelegible en su primera temporada con los Cyclones y se vio obligado a no jugar durante toda la temporada y perder un año de elegibilidad. Volvió fuerte durante su segunda temporada, promediando 8.2 puntos y 24 minutos por partido, mientras que poco a poco fue entrando más en la rotación durante toda la temporada. Su récord esa temporada fue de 24 puntos en la derrota contra los Drake Bulldogs, con ocho triples incluidos. Fue nombrado Big 12 Rookie of the Week dos veces durante la temporada. Su marca personal la tiene en 32 puntos y ostenta el récord de más triples en un partido de la Universidad Estatal de Iowa con 10.

### Profesional
El 19 de enero de 2010 anunció que sorprendentemente dejaba la Universidad para aceptar la oferta del ALBA Berlin que era de dos años, hasta la temporada 2011-2012. Cuando acabó su contrato firmó dos años con MHP RIESEN Ludwigsburg con el que promedió 31 min por partido. Cuando acabó la temporada, se acogió a una cláusula de su contrato y el 25 de junio de 2013 anunció que se marchaba al Bayern de Múnich donde permaneció 2 temporadas y fue campeón de la BBL. El 8 de julio de 2015 firma con Brose Baskets. El 6 de julio de 2018, ficha por Iberostar Tenerife.

## Selección nacional
El seleccionador alemán Dirk Bauermann lo convocó por primera vez en la selección absoluta para disputar el Eurobasket 2009 de Polonia. Promedia 5 puntos por partido en los 6 partidos que juega, incluyendo 14 puntos (máximo anotador del equipo ese partido) en el partido de segunda ronda contra Macedonia. Se pierde el Eurobasket 2015 por motivos personales.